# Bagh-Höhlen

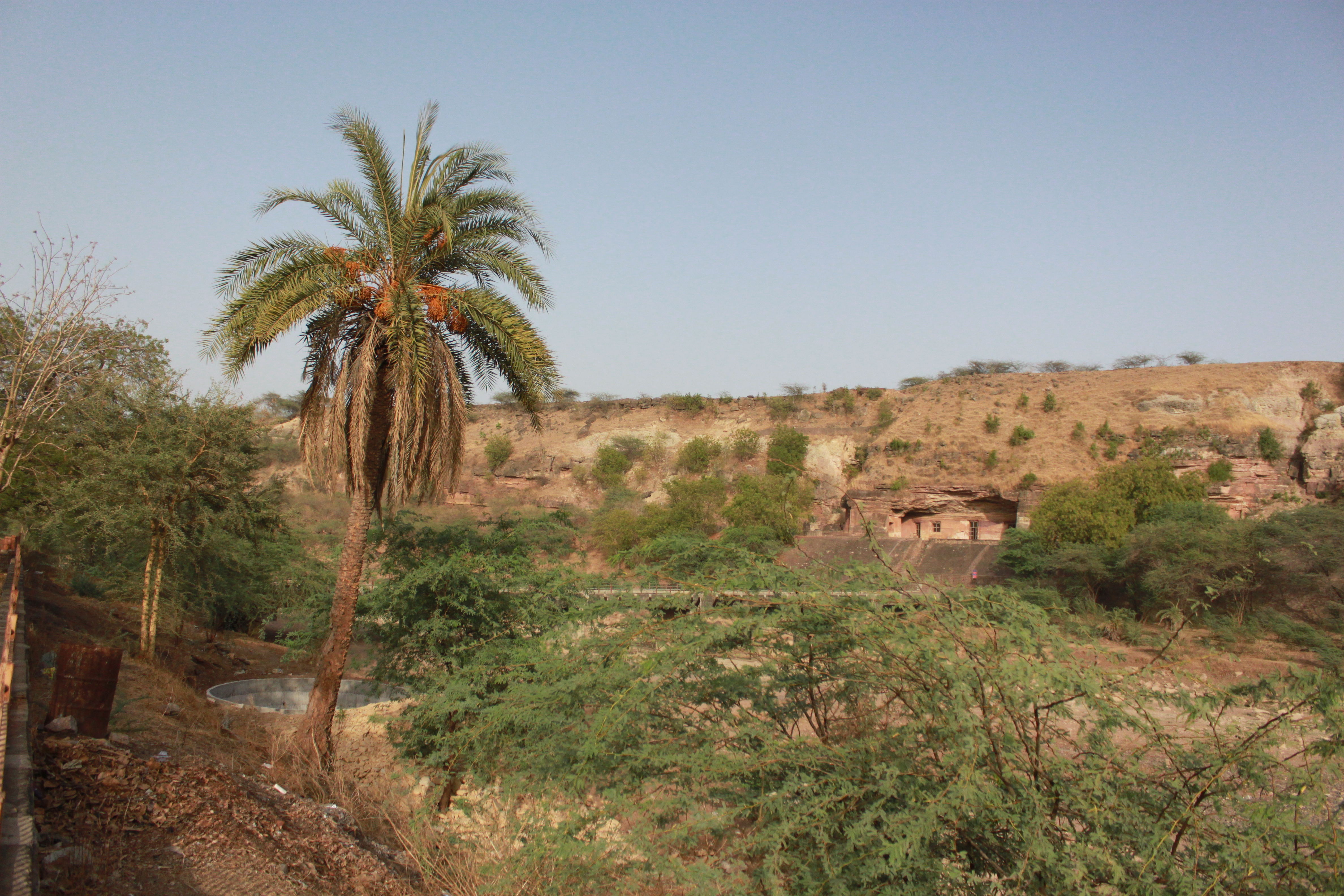
Bagh Cave

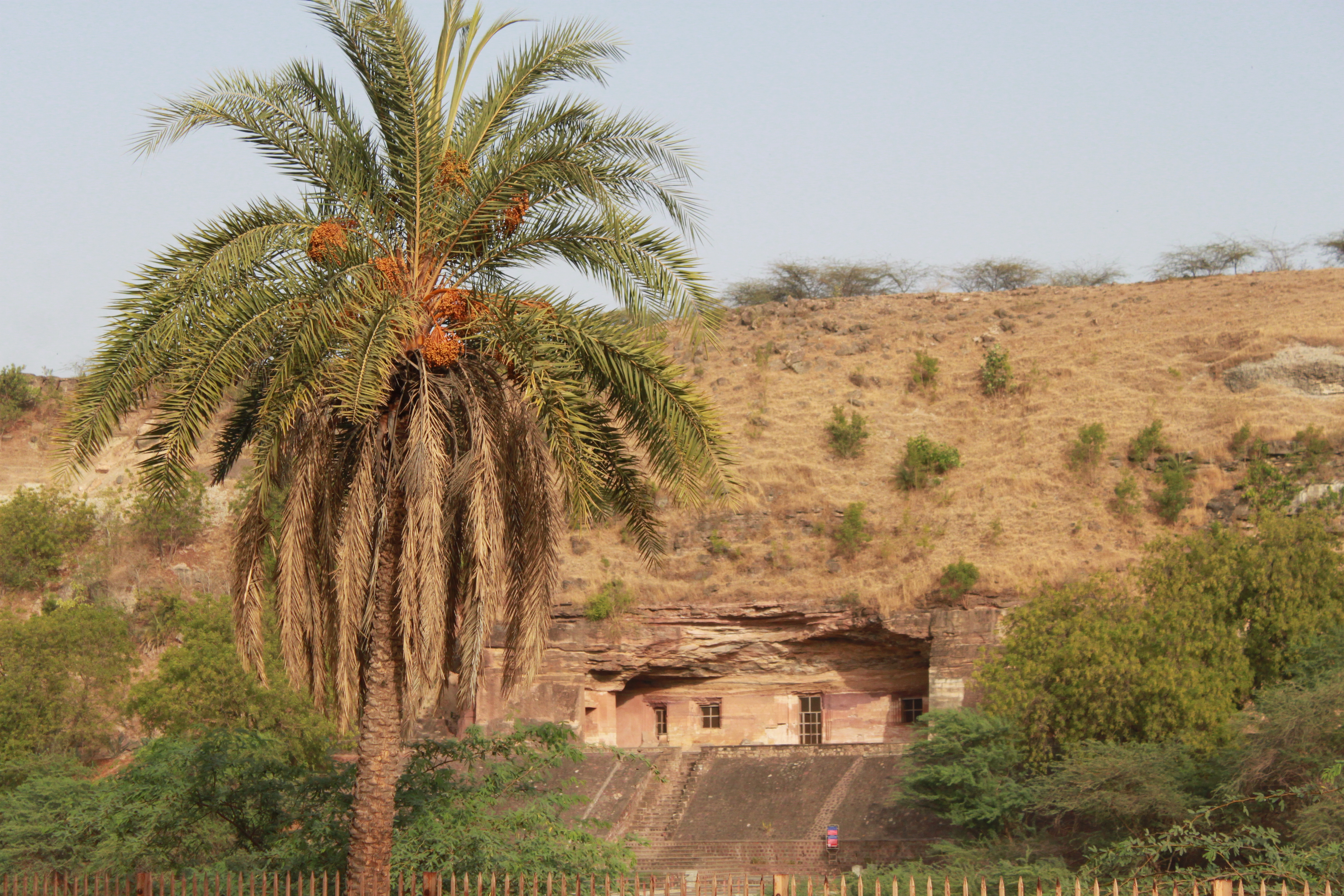
Bagh Cave

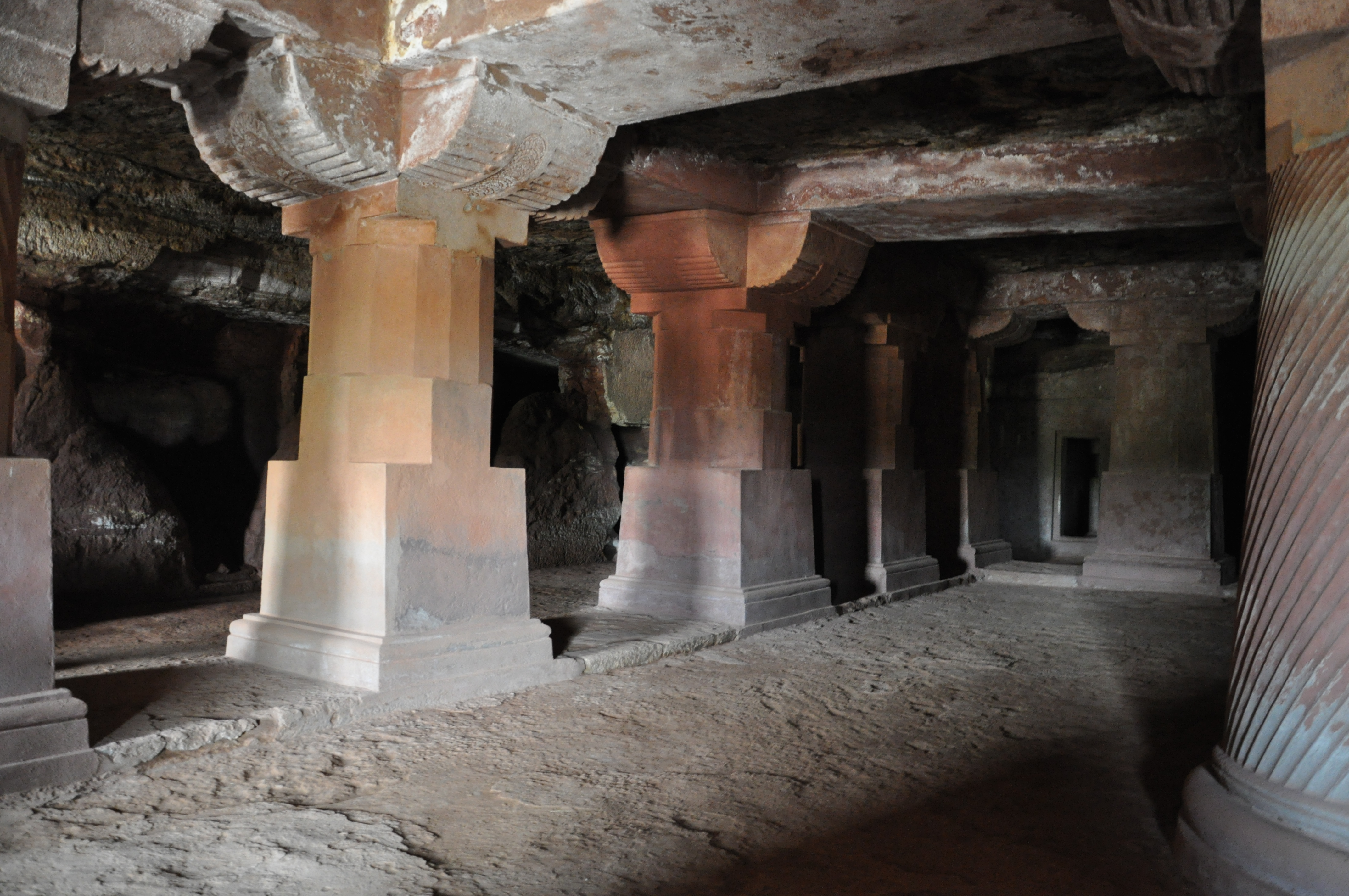
Unterschiedliche Stützen

Die Bagh-Höhlen (englisch Bagh Caves) sind eine Gruppe von 9 buddhistischen Felshöhlen in den Ausläufern des Vindhyagebirges im Südwesten des indischen Bundesstaates Madhya Pradesh.

## Lage
Die Höhlen liegen in einer Felswand über einer Schleife des Bagh River etwa 7 km (Fahrtstrecke) südlich der Kleinstadt Bagh im Distrikt Dhar.

## Geschichte
Die Höhlen wurden im 5./6. Jahrhundert aus dem Fels herausgehauen; sie sind somit eindeutig später als die Höhlen von Ajanta. Von ursprünglich 9 Höhlen haben nur 7 überlebt, von denen die Höhle Nr. 4 (Rang Mahal) als die eindrucksvollste gilt. In den 1980er Jahren wurden sie von Archaeological Survey of India (ASI) restauriert und gesichert. Die mehr oder weniger gut erhaltenen Wand- und Deckenmalereien wurden allesamt abgenommen.

## Architektur
Alle Bagh-Höhlen sind viharas; sie dienten also vorrangig Wohn- und Versammlungszwecken. Kulthöhlen (chaityas) gibt es nicht, doch verfügen einige der Höhlen über eine kleine Kammer mit einem Bildnis des Buddha, welches bei Zeremonien gereinigt (d. h. mit Wasser und oder Milch übergossen) wurde und vor dem Opferspeisen niedergelegt wurden, die meist kurz darauf als Prasad an die Gläubigen oder die Mönche (Bhikkhus) zurückgegeben werden.